# Ròcacorba de Menerbés
Ròcacorba de Menerbés (en francès Roquecourbe-Minervois) és un municipi francès situat al departament de l'Aude i a la regió d'Occitània.